# Robert Ghanem
Pour les articles homonymes, voir Ghanem.
Robert Iskandar Ghanem (en arabe : روبير إسكندر غانم), né à Saghbine dans la Békaa Ouest le 8 mai 1942 et mort le 10 février 2019 dans le district de Baabda, est un homme politique libanais.

## Biographie
Avocat diplômé de l’université Saint-Joseph de Beyrouth, il est marié à la journaliste francophone Viviane Haddad depuis le 23 janvier 1975 et père de deux enfants.
En 1992, il brise la directive de boycott des élections législatives émise par l’essentiel des personnalités et partis chrétiens et est élu député maronite de la circonscription de Rachaya – Békaa Ouest.
En 1995, il devient ministre de l'Éducation nationale, de la Jeunesse et des Sports au sein du gouvernement de Rafiq Hariri. En 1996, il perd les élections législatives, mais quelques mois plus tard, le Conseil Constitutionnel invalide l’élection de son rival et il retrouve son siège.
Réélu en 2000, il déclare en 2004 sa candidature à l'élection présidentielle et son refus de la reconduction du mandat du Président Émile Lahoud. Mais Rafiq Hariri, dont il est proche, le convainc de retirer sa candidature et d’accepter de voter l’amendement constitutionnel. Il brigue également la présidence de la république en 2007 pour succéder à Émile Lahoud mais se désistera en faveur de Michel Sleiman.
En 2005, il participe aux élections législatives sur la liste d’alliance entre les forces de l'Alliance du 14 Mars et le Mouvement Amal et conserve son poste de député. Membre du bloc du Courant du Futur dirigé par Saad Hariri, il est désigné dans la foulée président de la puissante commission parlementaire de l’Administration et de la Justice. Le 1er avril 2014, à l'initiative des travaux de cette commission, le parlement adopte le projet de loi relatifs aux « anciens loyers » abrogeant ainsi les décrets-lois n° 159 et 160 de 1992, dits des « anciens loyers », faisant craindre, à terme, l'expulsion de milliers de familles de leur logement.
Il est également député au Parlement arabe.
Il est décédé le 10 février 2019.